# Karin Sulimma
Karin Sulimma (née le 20 décembre 1962 à Klagenfurt, mort le 17 juillet 2011 à Vienne) est une sculptrice autrichienne.

## Biographie
Karin Sulimma fait d'abord un apprentissage de céramiste qu'elle termine en 1982. De 1987 à 1992, elle étudie la sculpture à l'académie des beaux-arts de Vienne sous la direction de Bruno Gironcoli. De 1997 à 1999, avec le saxophoniste et compositeur Ludwig Bekic, elle dirige le projet Zur Stadt Paris, une plateforme pour diverses expressions des arts visuels et du spectacle pour la "communication collective". En collaboration avec Mounty R. P. Zentara, elle dirige la galerie AREA53 à Vienne et depuis 2003 elle forme le groupe d'artistes Two people one work.

## Source de la traduction
- (de) Cet article est partiellement ou en totalité issu de l’article de Wikipédia en allemand intitulé « Karin Sulimma » (voir la liste des auteurs).